# Bray-et-Lû
Bray-et-Lû – miejscowość i gmina we Francji, w regionie Île-de-France, w departamencie Dolina Oise.
Według danych na rok 2009 gminę zamieszkiwało 976 osób, a gęstość zaludnienia wynosiła 263 osób/km² (wśród 1287 gmin regionu Île-de-France Bray-et-Lû plasuje się na 713. miejscu pod względem liczby ludności, natomiast pod względem powierzchni na miejscu 772.).